# Apple Desktop Bus

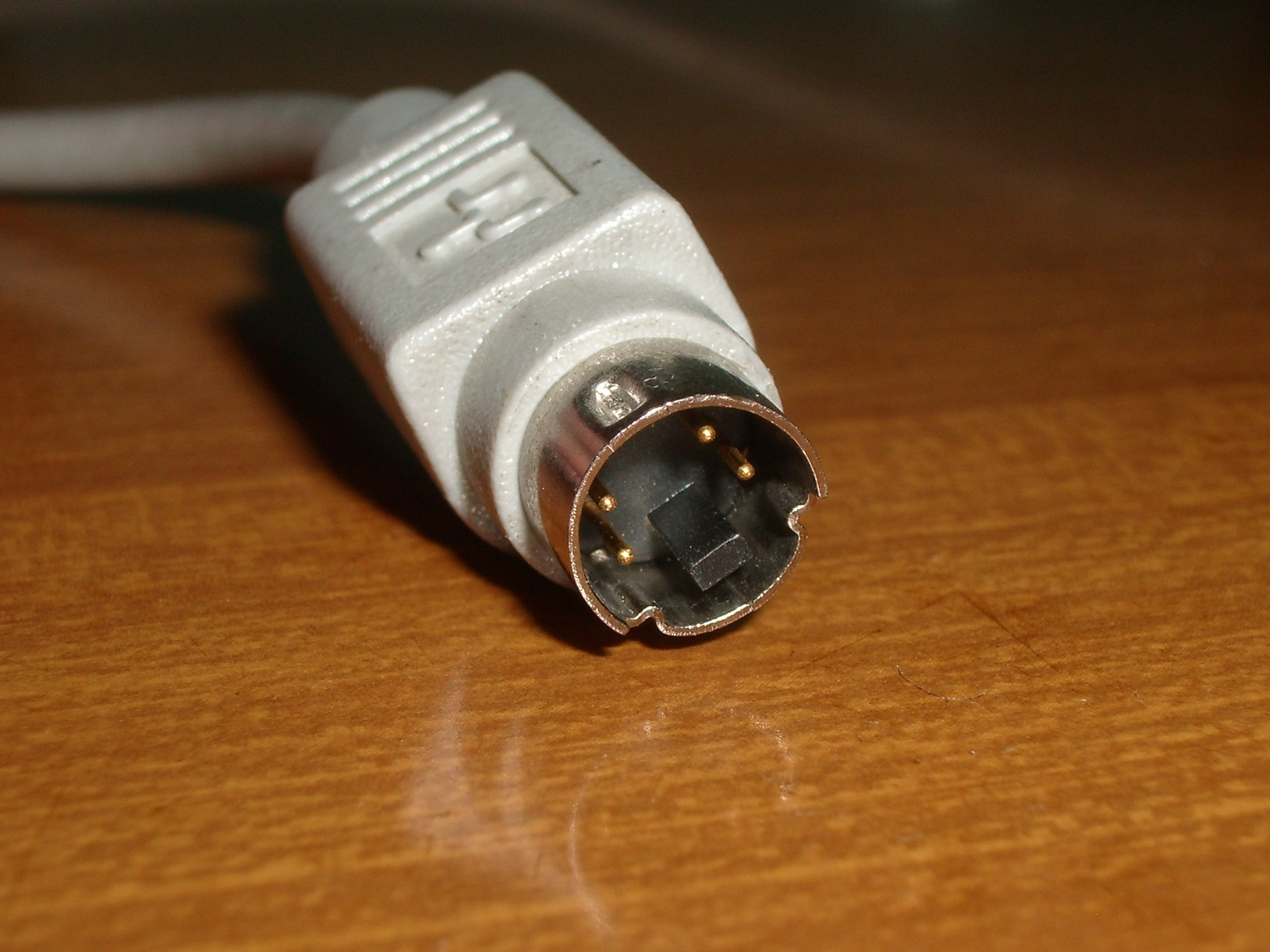
een ADB-plug

De Apple Desktop Bus (ADB) is een Apple-specifieke seriële bus om trage randapparatuur, zoals toetsenborden, muizen en tekentabletten te verbinden met een computer. ADB werd door Apple gebruikt van 1986 tot 1999.
De Apple Desktop Bus verscheen voor het eerst in de Apple IIGS uit 1986, maar werd al snel ook op de Apple Macintosh-computers toegepast. De Macintosh SE was de eerste Macintosh die er gebruik van maakte. Tot het einde van de jaren negentig zouden alle daaropvolgende Macintoshes, PowerBooks en Power Macintoshes ADB gebruiken.
ADB laat toe om randapparatuur in serie met elkaar te verbinden (het zogenaamde daisy chaining). ADB-kabels gebruiken een 4-pins mini-DIN connector, net als S-Video-kabels. Ze zijn echter niet compatibel met elkaar. Het was op de meeste Macintoshes niet mogelijk om ADB-apparaten aan te sluiten wanneer de computer ingeschakeld was. Door dit wel te doen zou een gesoldeerde zekering op het moederbord kunnen springen, met een dure vervanging van het moederbord tot gevolg.
In de tweede helft van de jaren negentig begon Apple met het vervangen van alle Apple-specifieke interne en externe uitbreidingsmogelijkheden van zijn Power Macintosh-modellen door technologie die voldeed aan industriestandaarden. PCI-slots kwamen in de plaats van NuBus-slots, SCSI harde schijven werden vervangen door IDE-schijven en in 1998 was ook ADB aan de beurt: de iMac uit 1998 was de eerste Macintosh waar de ADB-connector vervangen was door USB.
De blauw en witte Power Macintosh G3 uit 1999 was de laatste Macintosh met een externe ADB-connector. PowerPC-gebaseerde PowerBooks en iBooks bleven het Apple Desktop Bus-protocol nog een tijdlang gebruiken voor het ingebouwde toetsenbord en touchpad. Latere modellen gebruiken een op USB gebaseerd trackpad.

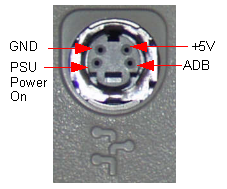
ADB-connector pinout
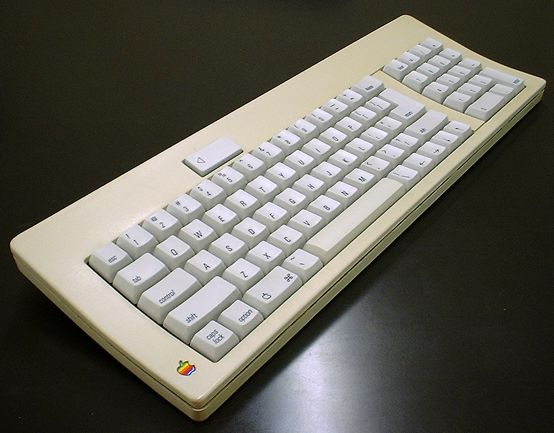
Apple Desktop Bus keyboard
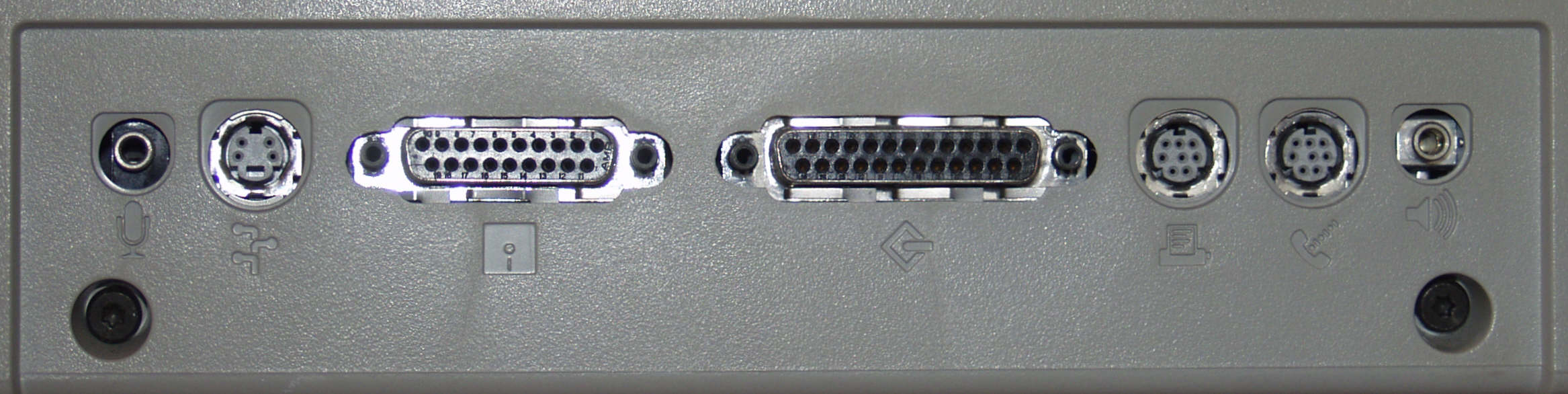
Achteraanzicht van een Macintosh Classic II, de ADB-connector is de tweede van links
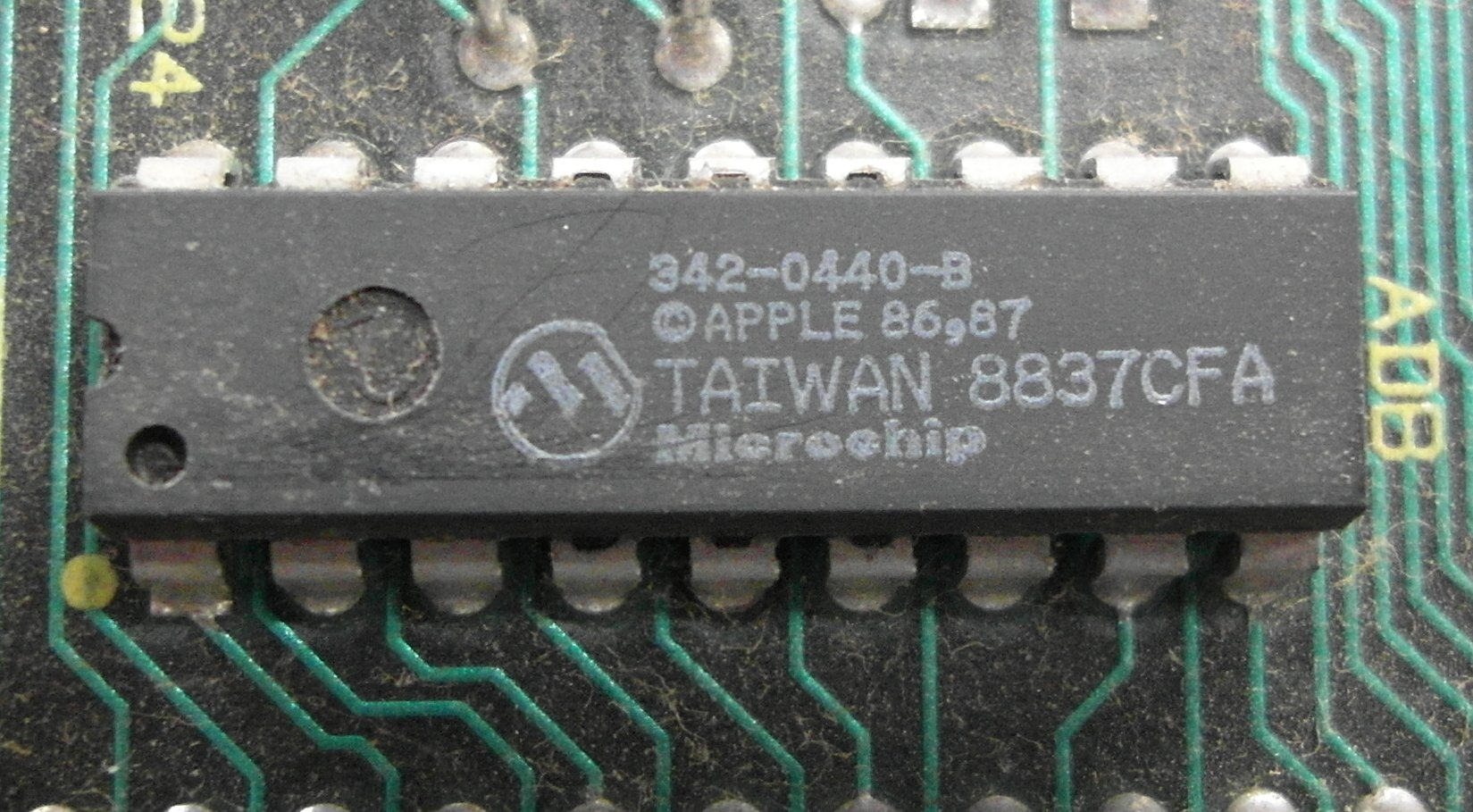
Een vroege PIC Microcontroller die de Apple Desktop Bus implementeert in een Macintosh SE